# Chvalnov-Lísky
Chvalnov-Lísky (en allemand : Chwaltschow, précédemment : Chwalczow) est une commune du district de Kroměříž, dans la région de Zlín, en Tchéquie. Sa population s'élevait à 231 habitants en 2025.

## Géographie
Chvalnov-Lísky se trouve à 9 km au nord-est de Koryčany, à 19 km au sud-ouest de Kroměříž, à 46 km à l'est de Brno et à 226 km à l'est-sud-est de Prague.
La commune est limitée par Litenčice au nord, par Cetechovice à l'est, par Roštín et Staré Hutě au sud-est, par Zástřizly et Střílky au sud, et par Kožušice et Kunkovice à l'ouest.

## Histoire
La première mention écrite du village date de 1371.

## Administration
La commune se compose de deux sections :
- Chvalnov
- Lísky

## Transports
Par la route, Chvalnov-Lísky se trouve à 23 km de Kroměříž, à 50 km de Zlín, à 51 km de Brno et à 257 km de Prague.